# Депортіво Сапрісса
Депортіво Сапрісса (ісп. Deportivo Saprissa) — коста-риканський футбольний клуб зі Сан-Хосе, заснований у 1935 році. Виступає в Прімері. Домашні матчі приймає на стадіоні «Естадіо Рікардо Сапрісса Айма», місткістю 23 112 глядачів.

## Досягнення

### Національні
- Прімера
  - Чемпіон (34): 1952—53, 1953–54, 1957–58, 1962–63, 1964–65, 1965–66, 1967–68, 1968–69, 1969–70, 1972–73, 1973–74, 1974–75, 1975–76, 1976–77, 1977–78, 1982–83, 1988–89, 1989–90, 1993–94, 1994–95, 1997–98, 1998–99, 2003–04, 2005–06, 2006–07, 2007 Invierno, 2008 Verano, 2008 Invierno, 2010 Verano, 2014 Verano, 2014 Invierno, 2015 Invierno, 2016 Invierno, 2018 Verano
- Кубок Коста Рики
  - Чемпіон (8): 1950, 1960, 1963, 1963, 1970, 1972, 1976, 2013
- Кубок Коста Рики
  - Володар (8): 1950, 1960, 1963, 1963, 1970, 1972, 1976, 2013
- Екстра чемпіонат Коста-Рики
  - Чемпіон (8): 1997-98 Clausura, 1998–99 Apertura, 1998–99 Clausura, 2003–04 Apertura, 2005–06 Apertura, 2005–06 Clausura, 2006–07 Apertura, 2006–07 Clausura.

### Міжнародні
- Ліга чемпіонів КОНКАКАФ
  - Чемпіон (3): 1993, 1995, 2005
  - Фіналіст (4): 1970, 1973, 2004, 2008
- Клубний кубок UNCAF
  - Володар (5): 1972, 1973, 1978, 1998, 2003
  - Фіналіст (7): 1971, 1974, 1996, 1997, 2001, 2004, 2007
- Міжамериканський кубок
  - Фіналіст (2): 1993, 1995
- Центральноамериканська Ліга чемпіонів КОНКАКАФ
  - Чемпіон (1): 1970
- Клубний чемпіонат світу з футболу
  - Бронзовий призер (1): 2005.